# پارابیاگو
پارابیاگو (به ایتالیایی: Parabiago) یک کومونه در ایتالیا است که در استان میلان واقع شده‌است.

## خصوصیات
پارابیاگو ۱۴٫۱۶ کیلومترمربع مساحت و ۲۷٬۲۹۸ نفر جمعیت دارد و ۱۸۴ متر بالاتر از سطح دریا واقع شده‌است.

## خواهرخوانده
شهرهای سامبر و شانوو خواهرخوانده‌های پارابیاگو هستند.